# Saint-Sandoux
Saint-Sandoux est une commune française, située dans le département du Puy-de-Dôme en région Auvergne-Rhône-Alpes. Elle fait partie de l'aire d'attraction de Clermont-Ferrand.

## Géographie

### Localisation
Six communes sont limitrophes de Saint-Sandoux :
| Saint-Saturnin | Saint-Amant-Tallende | Tallende |
|                | Saint-Sandoux        |          |
| Olloix         | Ludesse              | Plauzat  |

### Relief
Saint-Sandoux occupe un emplacement privilégié, dominant une vaste plaine vers l'est et entouré de deux éminences volcaniques : au nord le puy de Peyronère (716 m) et au sud le puy de Saint-Sandoux (848 m).

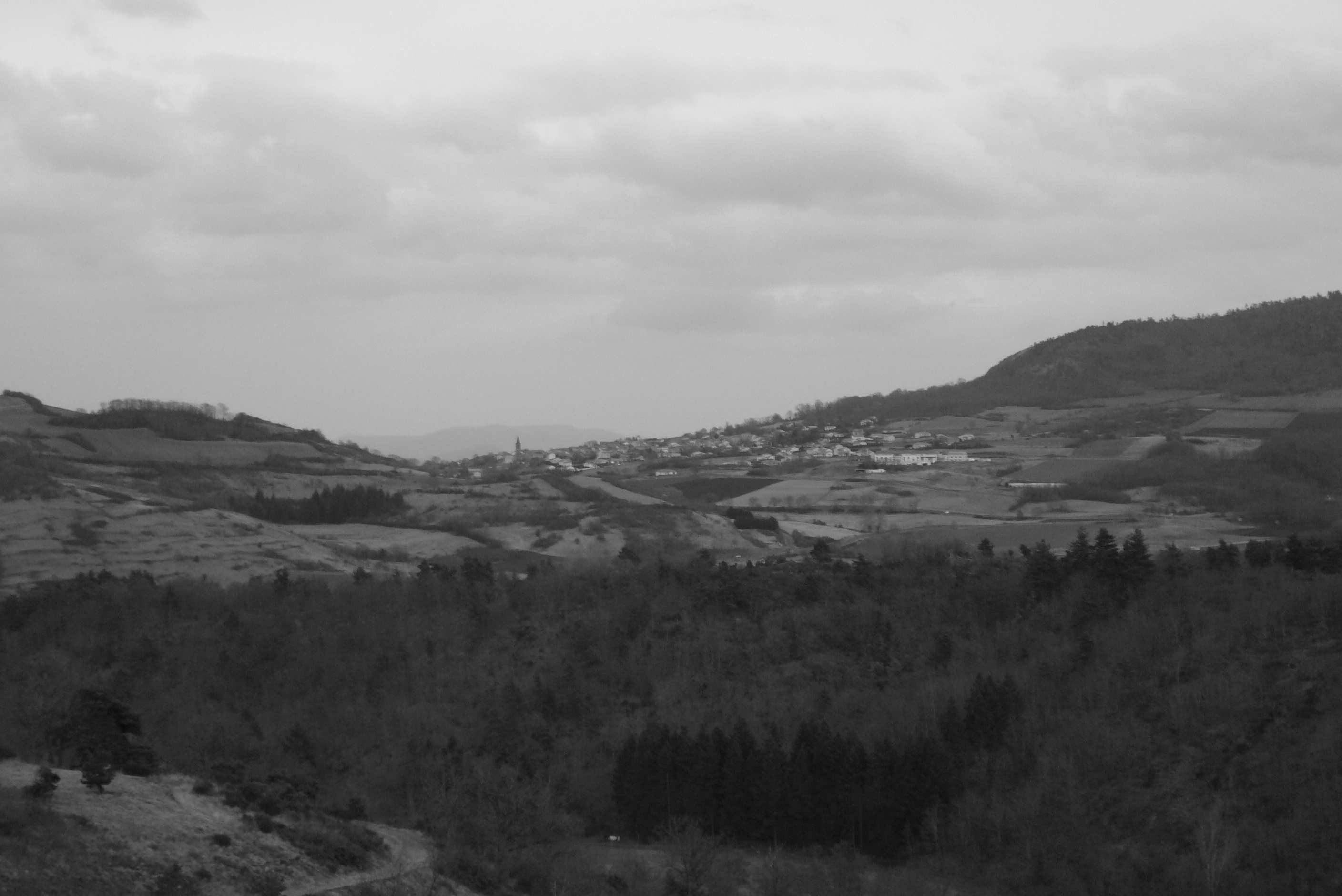
Vue depuis le village de Randol.

### Voies de communication et transports
La commune est desservie par les routes départementales 28 (reliant Saint-Saturnin à Champeix), 74 (reliant Tallende au chef-lieu et à la D 28) et 791 (vers Plauzat).

### Climat
Pour des articles plus généraux, voir Climat d'Auvergne-Rhône-Alpes et Climat du Puy-de-Dôme.
En 2010, le climat de la commune est de type climat des marges montargnardes, selon une étude du Centre national de la recherche scientifique s'appuyant sur une série de données couvrant la période 1971-2000. En 2020, Météo-France publie une typologie des climats de la France métropolitaine dans laquelle la commune est exposée à un climat de montagne ou de marges de montagne et est dans la région climatique Nord-est du Massif Central, caractérisée par une pluviométrie annuelle de 800 à 1 200 mm, bien répartie dans l’année.
Pour la période 1971-2000, la température annuelle moyenne est de 10,5 °C, avec une amplitude thermique annuelle de 15,8 °C. Le cumul annuel moyen de précipitations est de 844 mm, avec 8,2 jours de précipitations en janvier et 6,8 jours en juillet. Pour la période 1991-2020, la température moyenne annuelle observée sur la station météorologique de Météo-France la plus proche, « Plauzat_sapc », sur la commune de Plauzat à 4 km à vol d'oiseau, est de 11,3 °C et le cumul annuel moyen de précipitations est de 606,8 mm,. Pour l'avenir, les paramètres climatiques de la commune estimés pour 2050 selon différents scénarios d'émission de gaz à effet de serre sont consultables sur un site dédié publié par Météo-France en novembre 2022.

## Urbanisme

### Typologie
Au 1er janvier 2024, Saint-Sandoux est catégorisée bourg rural, selon la nouvelle grille communale de densité à sept niveaux définie par l'Insee en 2022.
Elle est située hors unité urbaine. Par ailleurs la commune fait partie de l'aire d'attraction de Clermont-Ferrand, dont elle est une commune de la couronne,. Cette aire, qui regroupe 209 communes, est catégorisée dans les aires de 200 000 à moins de 700 000 habitants,.

### Occupation des sols
L'occupation des sols de la commune, telle qu'elle ressort de la base de données européenne d’occupation biophysique des sols Corine Land Cover (CLC), est marquée par l'importance des territoires agricoles (59,5 % en 2018), en diminution par rapport à 1990 (62,3 %). La répartition détaillée en 2018 est la suivante : zones agricoles hétérogènes (49,7 %), forêts (30,6 %), terres arables (8,8 %), zones urbanisées (5,7 %), milieux à végétation arbustive et/ou herbacée (4,2 %), prairies (1 %). L'évolution de l’occupation des sols de la commune et de ses infrastructures peut être observée sur les différentes représentations cartographiques du territoire : la carte de Cassini (XVIIIe siècle), la carte d'état-major (1820-1866) et les cartes ou photos aériennes de l'IGN pour la période actuelle (1950 à aujourd'hui).

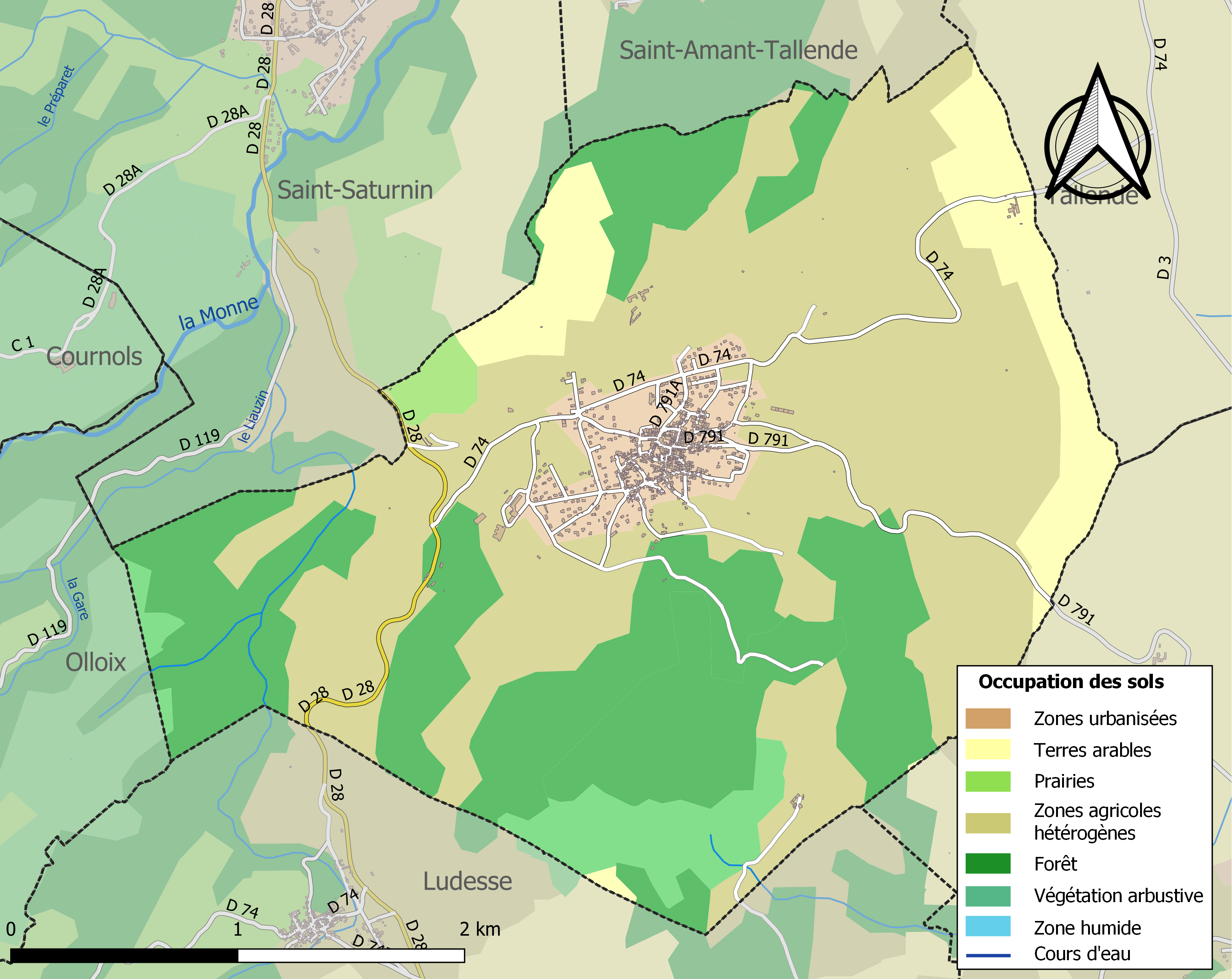
Carte des infrastructures et de l'occupation des sols de la commune en 2018 (CLC).

## Histoire

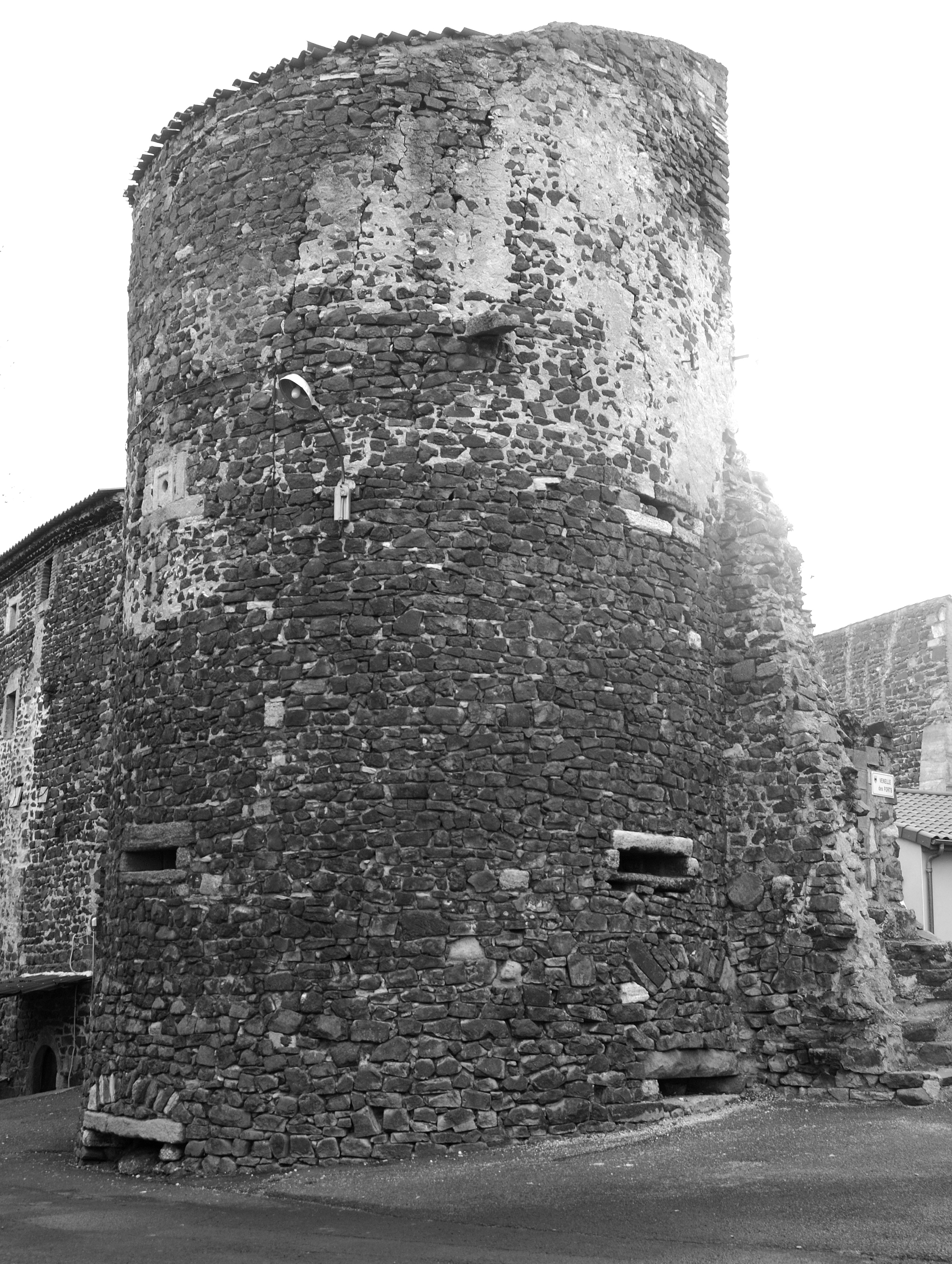
Une tour, reste du rempart.

## Politique et administration

### Découpage territorial
La commune de Saint-Sandoux est membre de la communauté de communes Mond'Arverne Communauté, un établissement public de coopération intercommunale (EPCI) à fiscalité propre créé le 1er janvier 2017 siégeant à Veyre-Monton, et par ailleurs membre d'autres groupements intercommunaux. Jusqu'en 2016, elle faisait partie de la communauté de communes Les Cheires.
Sur le plan administratif, elle est rattachée à l'arrondissement de Clermont-Ferrand, à la circonscription administrative de l'État du Puy-de-Dôme et à la région Auvergne-Rhône-Alpes. Jusqu'en mars 2015, elle faisait partie du canton de Saint-Amant-Tallende.
Sur le plan électoral, elle dépend du canton d'Orcines pour l'élection des conseillers départementaux, depuis le redécoupage cantonal de 2014 entré en vigueur en 2015, et de la troisième circonscription du Puy-de-Dôme pour les élections législatives, depuis le dernier découpage électoral de 2010.

### Élections municipales et communautaires

#### Élections de 2020
Le conseil municipal de Saint-Sandoux, commune de moins de 1 000 habitants, est élu au scrutin majoritaire plurinominal à deux tours avec candidatures isolées ou groupées et possibilité de panachage. Compte tenu de la population communale, le nombre de sièges à pourvoir lors des élections municipales de 2020 est de 15. La totalité des quinze candidats en lice est élue dès le premier tour, le 15 mars 2020, avec un taux de participation de 46,20 %.

#### Chronologie des maires
| Période                                  | Période                       | Identité                      | Étiquette | Qualité                                                                                              |
| ---------------------------------------- | ----------------------------- | ----------------------------- | --------- | --- |
| Les données manquantes sont à compléter. |                               |                               |           | |
| 1792                                     | 1804                          | Dominique Magaud              |           | |
| 1804                                     | 1813                          | Antoine Girard                |           | |
| 1813                                     | 1816                          | François-Antoine de Montagnac |           | |
| 1815                                     | 1826                          | Antoine Girard                |           | |
| 1826                                     | 1840                          | Joseph Martin Rives           |           | |
| 1840                                     | 1843                          | Jean-Baptiste Maurice Girard  |           | |
| 1843                                     | 1845                          | Michel Mege                   |           | |
| 1846                                     | 1847                          | Antoine Mege                  |           | |
| 1848                                     | 1849                          | Emmanuel de Montaignac        |           | |
| 1849                                     | 1852                          | Antoine Mege                  |           | |
| 1852                                     | 1870                          | François Mauliat              |           | |
| 1871                                     | 1874                          | Joseph Hippolyte Noguier      |           | |
| 1874                                     | 1880                          | Hugues Martin Courtial        |           | |
| 1881                                     | 1884                          | Joseph Massei Juilhard        |           | |
| 1885                                     | 1886                          | Hugues Martin Courtial        |           | |
| 1887                                     | 1896                          | Martin Jean Nicolas           |           | |
| 1896                                     | 1900                          | Charles Astier Gauthier       |           | |
| 1900                                     | 1901                          | Hugues Martin Courtial        |           | |
| 1901                                     | 1912                          | Michel Morel Ratail           |           | |
| 1912                                     | 1919                          | Arthur Marsat                 |           | |
| 1919                                     | 1926                          | Francisque Ratail             |           | |
| 1926                                     | 1946                          | Emile Brissollette            |           | |
| 1947                                     | 1959                          | Antoine Mallet                |           | |
| 1959                                     | 1965                          | Marcel Monestier Rives        | Radical   | Conseiller général du canton de Saint-Amant-Tallende (1951-1964)                                     |
| 1965                                     | 1971                          | Antoine Mallet                |           | |
| 1971                                     | 1997                          | Jean-Marc Juilhard            | UDF       | Arboriculteur, sénateur (2001-2011) Conseiller général du canton de Saint-Amant-Tallende (1987-2008) |
| 1998                                     | 2008                          | Pierre Pelux                  |           | |
| 2008                                     | 2014                          | Jean-Henri Pallanche          |           | |
| 2014                                     | 2020                          | Denis Fournier                |           | |
| 2020                                     | En cours (au 21 juillet 2021) | Martine Tyssandier            |           | Juriste retraitée                                                                                    |

### Politique environnementale
La gestion des déchets est confiée au SICTOM des Couzes, compétence déléguée par la communauté de communes des Cheires. Les déchèteries les plus proches sont situées à Theix (commune de Saint-Genès-Champanelle) et à Montaigut-le-Blanc.

## Équipements et services publics

### Enseignement
Saint-Sandoux dépend de l'académie de Clermont-Ferrand.
Les élèves commencent leur scolarité à l'école élémentaire publique de la commune. Ils la poursuivent au collège Jean-Rostand des Martres-de-Veyre puis au lycée René-Descartes de Cournon-d'Auvergne.

## Population et société

### Démographie
L'évolution du nombre d'habitants est connue à travers les recensements de la population effectués dans la commune depuis 1793. Pour les communes de moins de 10 000 habitants, une enquête de recensement portant sur toute la population est réalisée tous les cinq ans, les populations de référence des années intermédiaires étant quant à elles estimées par interpolation ou extrapolation. Pour la commune, le premier recensement exhaustif entrant dans le cadre du nouveau dispositif a été réalisé en 2006.

En 2022, la commune comptait 996 habitants, en évolution de +5,06 % par rapport à 2016 (Puy-de-Dôme : +2,1 %, France hors Mayotte : +2,11 %).
| 1793  | 1800  | 1806  | 1821  | 1831  | 1836  | 1841  | 1846  | 1851  |
| ----- | ----- | ----- | ----- | ----- | ----- | ----- | ----- | ----- |
| 1 360 | 1 458 | 1 584 | 1 379 | 1 250 | 1 190 | 1 178 | 1 133 | 1 140 |

| 1856  | 1861  | 1866  | 1872  | 1876  | 1881 | 1886 | 1891  | 1896  |
| ----- | ----- | ----- | ----- | ----- | ---- | ---- | ----- | ----- |
| 1 056 | 1 041 | 1 010 | 1 028 | 1 012 | 994  | 991  | 1 037 | 1 026 |

| 1901 | 1906 | 1911 | 1921 | 1926 | 1931 | 1936 | 1946 | 1954 |
| ---- | ---- | ---- | ---- | ---- | ---- | ---- | ---- | ---- |
| 847  | 809  | 788  | 636  | 608  | 549  | 509  | 424  | 452  |

| 1962 | 1968 | 1975 | 1982 | 1990 | 1999 | 2006 | 2011 | 2016 |
| ---- | ---- | ---- | ---- | ---- | ---- | ---- | ---- | ---- |
| 487  | 435  | 398  | 457  | 508  | 603  | 813  | 906  | 948  |

| 2021 | 2022 | - | - | - | - | - | - | - |
| ---- | ---- | - | - | - | - | - | - | - |
| 988  | 996  | - | - | - | - | - | - | - |

## Économie

### Commerces et services
Au début de l'année 2019, le village perd son dernier commerce, une épicerie, marchand de journaux, dépôt de la boulangerie de Saint-Saturnin et antenne de La Poste, ferme définitivement, mais aussi sa caserne de pompiers par manque de volontaires.

## Culture locale et patrimoine

### Lieux et monuments
- Le château de Travers a été construit au XIVe siècle.
- Le domaine de Polagnat est une ancienne dépendance de la commanderie des Templiers d'Olloix qui s'étend à l'est du village (direction Veyre-Monton)[32].
- L'église paroissiale, détruite par un incendie au XIXe siècle et reconstruite[32].
- Les croix, exprimant « la piété des siècles passés et l'habileté des artisans[32] ». Celle surplombant le village, haute de 2,50 m, a été détruite par la foudre le 11 mars 2018[33].

Au départ de l'église du village débute une randonnée répertoriée sur le guide « Chamina ». Cette belle balade est assez physique mais comporte de magnifiques paysages[non neutre] dont un point de vue sur le puy d'Olloix et le massif du Sancy. La randonnée passe par le puy de Saint-Sandoux culminant à 848 mètres et offrant un paysage remarquable sur les monts du Forez. Il est à noter que le puy de Saint-Sandoux est utilisé comme base de départ de parapente. Enfin la durée de la balade est de 2 h 45.[pertinence contestée]

### Personnalités liées à la commune
- Jean Dif (1934-2023), écrivain, natif de Saint-Sandoux.
- Jean-Marc Juilhard (UMP), (1940-2023), maire de Saint-Sandoux de 1971 à 1998, sénateur du Puy-de-Dôme, de 2001 à 2011 y est né.